# Cervara (Trento)
Cervara è un quartiere della città di Trento che si trova a est del castello del Buonconsiglio.
Assieme ai quartieri di Laste, San Giuseppe, Santa Chiara, Santa Croce, e Santa Maria forma la circoscrizione amministrativa numero 11 - San Giuseppe-Santa Chiara del comune di Trento.

## Geografia
Sito a est della zona centrale della città, si estende da dietro al castello del Buonconsiglio ovvero da port'Aquila (piazza Venezia) sale percorrendo una leggera strada in salita lungo il pendio formato dal monte Calisio (1 097 m s.l.m.).

## Storia
La Cervara è un noto quartiere della città di Trento che lo rende suo malgrado protagonista dell'antica guerra fra le persone ricche e quelle povere, ovvero fra il potere e coloro che ne subiscono i loro piaceri. La via Cervara da cui prende il nome anche il quartiere, all'inizio costeggia il fossato del castello del Buoncosiglio e poi prosegue verso nord mediante una stretta strada che sale a serpentina; una via dove molte ville furono costruite tra il XIX e il XX secolo. Proseguendo lungo la via si trova a est il convento di Santa Croce alla Spalliera appartenente all'ordine dei frati minori cappuccini (O.F.M.Cap.) e la panchina sulla quale erano seduti i due socialisti Cesare Battisti e Benito Mussolini. Sotto via della Cervara, che prima era una cava di pietra, il principe vescovo Bernardo Clesio decise di mettere in libertà dei cervi; da qui il nome della via.
Il 5 settembre 1525 i cosiddetti "rustici" scesero a Trento provenendo dalla Valsugana in rivolta; questi altri non erano se non poveri contadini che erano costretti a pagare tasse troppo alte seguendo le rivolte austriache e germaniche. Assieme ad altre colonne provenienti da nord, i contadini assediarono la città. Fu necessario che la voce di Baldassare da Cles, fratello del vescovo Bernardo Clesio, si spargesse per la città. Egli raccontò, senza alcun fondamento, che dal passo del Tonale stavano scendendo verso valle truppe mercenarie provenienti dalla Spagna. I "rustici" decisero di far ritorno alle proprie abitazioni per paura verso le proprie famiglie. Seguì una feroce repressione a seguito della fallita rivolta.
All'inizio del XX secolo la borghesia trentina iniziò la costruzione delle proprie abitazioni proprio di fronte alle case popolari lungo la salita dedicata a Sodegerio da Tito. Tali case erano abitate da gente umile, come ad esempio braccianti e lavandaie, e le loro famiglie vivevano in piccole stanze; a pochi metri abitavano invece le famiglie in abitazioni più signorili. Alla fine dei conti si ritrovarono a vivere gli uni di fronte agli altri. Negli anni 30 ritornarono i cervi presso il castello ma non più nel fossato ma nel parco antistante.
Durante la seconda guerra mondiale in generale le condizioni della popolazione locale ma soprattutto quella dei bambini che alloggiavano lungo i "spiazaròi", anche noti come Sodegerio, divennero tali che essi utilizzando le fionde riuscivano a procurarsi del cibo specialmente alle "missioni africane", tra cui gatti, scoiattoli e piccioni.
Dopo la fine del conflitto, il quartiere è stato inserito nella normale e contemporanea per poi divenire un luogo come tanti altri, ma con un passato avvincente.